# Nauki humanistyczne

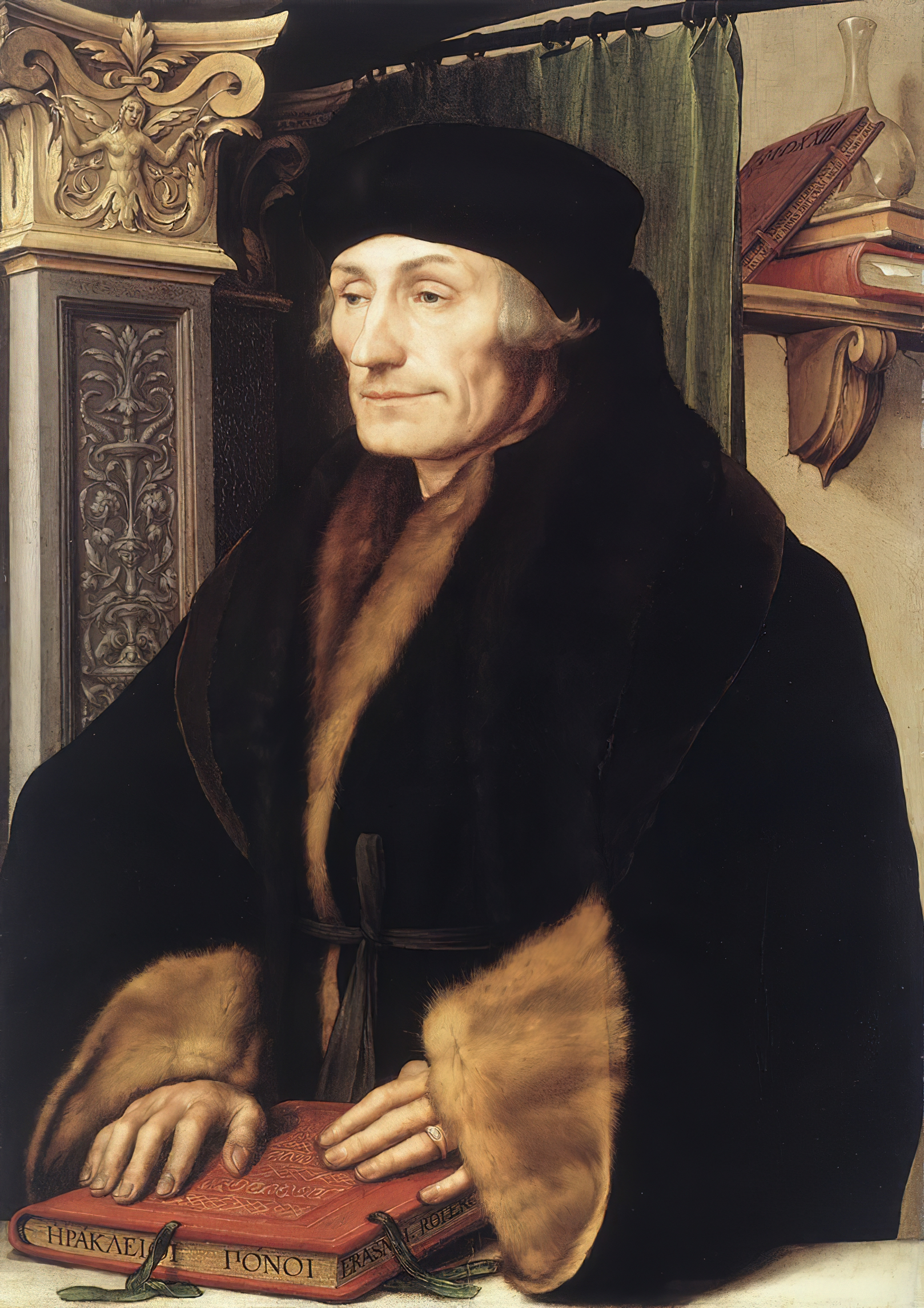
Erazm z Rotterdamu (XV–XVI wiek) – klasyczny przykład humanisty jako wpływowy filolog, pedagog i filozof, wykształcony także w teologii.

Nauki humanistyczne, humanistyka – grupa nauk badających człowieka jako istotę społeczną i jego twórczość. Przynajmniej częściowo należą do nauk empirycznych. Do humanistyki czasem włącza się też filozofię, przykładowo w klasyfikacji OECD. Nagroda Fundacji na rzecz Nauki Polskiej w dziedzinie nauk humanistycznych i społecznych bywała przyznawana za prace filozoficzne.
Przedstawiciel humanistyki to humanista, przy czym to słowo dotyczy też przedstawicieli humanizmu, np. tego renesansowego.

## Humanistyka a inne grupy nauk

### Nauki ścisłe i przyrodnicze

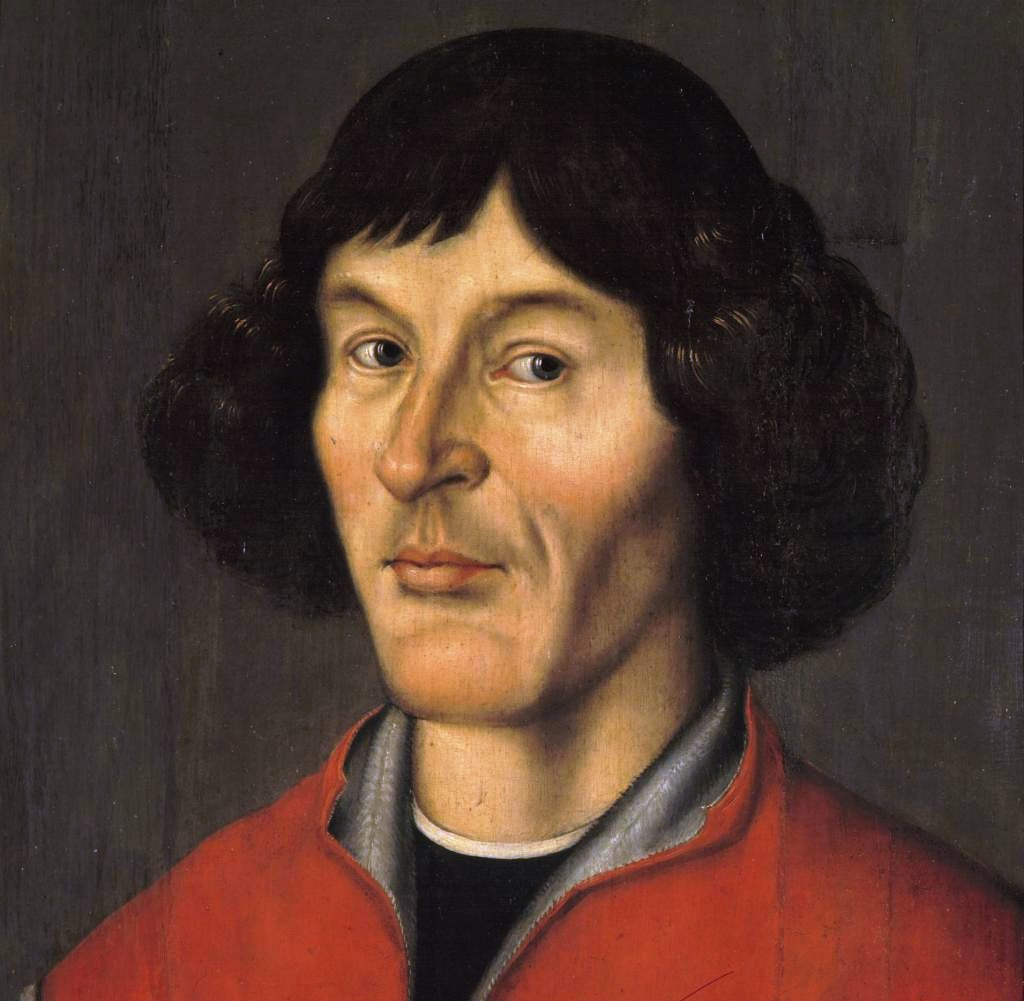
Mikołaj Kopernik (XV–XVI wiek) – przykład humanisty i ścisłowca; zajmował się m.in. filologią klasyczną jako tłumacz z greki na łacinę i bywa nazywany filozofem, a jednocześnie był wybitnym astronomem

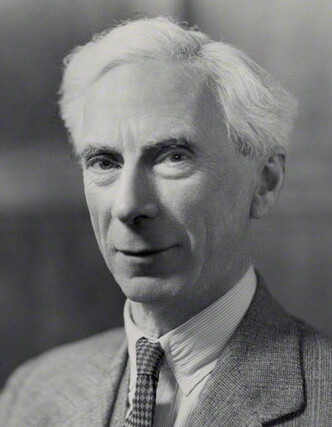
Bertrand Russell (XIX–XX wiek) – inny przykład humanisty i ścisłowca; był filozofem, eseistą i noblistą literackim, a jednocześnie matematykiem

Granice między humanistyką a naukami ścisłymi i przyrodniczymi bywają płynne i umowne. Przykładów dostarczają antropologia – dzielona na fizyczną i kulturową – oraz językoznawstwo:
- ma ono obszary ścisłe jak lingwistyka matematyczna i w korzysta się w nim z technik informatycznych;
- fonetyka wiąże się z naukami przyrodniczymi jak anatomia, fizjologia czy akustyka – istnieją dyscypliny jak fizjologia mowy czy akustyka mowy;
- innym działem bliskim przyrodoznawstwu jest neurolingwistyka.

Jednym z przedmiotów humanistyki jest sztuka, która czasem wiąże się z pojęciami matematycznymi i fizycznymi – tak się dzieje w teorii muzyki, akustyce muzycznej i sztukach wizualnych, które czasem korzystają z geometrii i teorii barw. Sztuka korzysta też z techniki, przykładowo architektura z budownictwa, malarstwo z technologii chemicznej, a fotografia z optyki; do tego literatura artystyczna opisuje różne technologie, zwłaszcza w fantastyce naukowej, która prognozuje rozwój techniki i jej wpływ na człowieka. Przez to analiza dzieła sztuki może wymagać wiedzy z dziedzin ścisłych.
Innym punktem styczności jest dziejoznawstwo – ściśle rozumiana historia jest nauką humanistyczną jako badanie piśmiennictwa, jednak przeszłość jest poznawana także przez archeologię i kryminalistykę korzystające z różnych technologii i dorobku nauk ścisłych. Historia gospodarcza również korzysta z metod ilościowych jak kliometria. Archeologia bywa włączana do humanistyki, np. w klasyfikacji OECD; łączy się z przyrodoznawstwem nie tylko przez swoje metody, ale i przedmiot – badania prehistorii człowieka, np. antropogenezy, przechodzą płynnie w paleontologię.
Do humanistyki włącza się też filozofię; ona również ma zarówno obszary humanistyczne, np. antropologia filozoficzna, jak i bliskie naukom ścisłym, np. filozofia matematyki, fizyki czy przyrody.
Z tych i innych powodów zdarzali się humaniści będący jednocześnie ścisłowcami lub przyrodnikami jak:
- Leonardo da Vinci – artysta i filozof rozwijający też fizykę i technikę;
- Mikołaj Kopernik – z zawodu prawnik, urzędnik i dyplomata, amatorsko też filolog klasyczny, czasem włączany w poczet filozofów; zajmował się również medycyną, astronomią, matematyką i bywa nazywany fizykiem;
- Isaac Newton – zajmował się biblistyką, historią i filozofią, choć jest najbardziej znany jako fizyk i matematyk;
- Gottfried Wilhelm Leibniz – z zawodu prawnik, dyplomata, historyk i bibliotekarz, wpływowy również jako bibliotekoznawca, filozof, matematyk i inżynier-wynalazca;
- Jean le Rond d’Alembert – filozof, teoretyk sztuki, matematyk i fizyk;
- Thomas Young – lingwista, lekarz, fizjolog i fizyk;
- Hermann Grassmann – lingwista, filolog, matematyk i fizyk;
- Bertrand Russell – filozof i matematyk;
- Michał Heller – filozof w stopniu profesora, teolog chrześcijański, historyk, fizyk teoretyczny i kosmolog.

Mimo to ścisłowiec bywa nazywany antonimem humanisty.

### Nauki społeczne
Badania humanistyczne łączą się ze społecznymi wielorako; przykładowo historia bywa zaliczana do obydwu kategorii, przy czym ma obszary bliższe humanistyce jak historia sztuki, ale też te bliższe naukom społecznym jak historia społeczna czy wspomniana gospodarcza. Pewne obszary humanistyki są łączone z obszarami społecznymi przez nauki interdyscyplinarne; przykłady to kulturoznawstwo i jego działy jak religioznawstwo i orientalistyka.
W anglosaskim kręgu kulturowym nauki humanistyczne dzielą się na:
- arts, czyli nauki związane z kulturą, sztuką, jak historia sztuki, filologia, muzykologia, niektóre działy filozofii;
- social sciences, czyli bardziej związane ze społeczeństwem, z jego stronami użyteczną i praktyczną, i z jego kontaktem ze środowiskiem naturalnym, jak historia, archeologia, socjologia, psychologia, ekonomia i antropologia.

## Dyscypliny humanistyczne
Dyscypliny nauk humanistycznych w Polsce:

- archeologia
- bibliologia
- medioznawstwo
- etnologia
- filologia
- filozofia
- historia
- historia sztuki
- językoznawstwo
- kulturoznawstwo
- literaturoznawstwo
- muzykologia
- pedagogika
- prawo
- religioznawstwo
- teologia

## Instytucje humanistyczne w Polsce
Pojęcie humanistyki bywa używane w organizacji uczelni, np. w nazwach całych szkół, ich wydziałów lub kierunków studiów.

### Wydziały uczelni

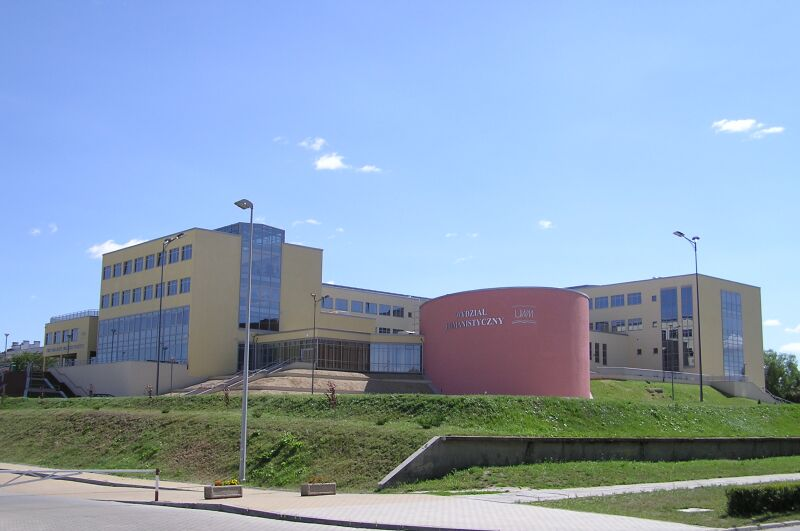
Wydział Humanistyczny Uniwersytetu Warmińsko-Mazurskiego w Olsztynie

W latach 20. XXI wieku w Polsce istnieje co najmniej kilkanaście wydziałów humanistycznych. W kolejności alfabetycznej są to:
- Wydział Humanistyczny Akademii Górniczo-Hutniczej w Krakowie (WH AGH);
- Wydział Humanistyczny Akademii im. Jakuba z Paradyża w Gorzowie Wielkopolskim (WH AJP);
- Wydział Humanistyczny Politechniki Koszalińskiej (WH PK);
- Wydział Humanistyczny Uniwersytetu Jana Długosza w Częstochowie (WH UJD);
- Wydział Humanistyczny Uniwersytetu Jana Kochanowskiego w Kielcach (WH UJK);
- Wydział Humanistyczny Uniwersytetu Kazimierza Wielkiego (WH UKW);
- Wydział Humanistyczny Uniwersytetu Marii Curie-Skłodowskiej (WH UMCS);
- Wydział Humanistyczny Uniwersytetu Mikołaja Kopernika w Toruniu (WH UMK);
- Wydział Humanistyczny Uniwersytetu Szczecińskiego (WH USz);
- Wydział Humanistyczny Uniwersytetu Śląskiego (WH UŚ);
- Wydział Humanistyczny Uniwersytetu Zielonogórskiego (WH UZ);
- Wydział Nauk Humanistycznych Katolickiego Uniwersytetu Lubelskiego Jana Pawła II (WNH KUL);
- Wydział Nauk Humanistycznych Uniwersytetu Kardynała Stefana Wyszyńskiego (WNH UKSW);
- Wydział Nauk Humanistycznych Uniwersytetu w Siedlcach (WNH UwS);
- Wydział Nauk Humanistycznych Uniwersytetu SWPS (WNH SWPS);
- Wydział Nauk Humanistycznych i Społecznych Akademii Marynarki Wojennej (WNH AMW).

### Uczelnie
Humanistyka pojawia się też w nazwach całych uczelni jak:
- Akademia Humanistyczno-Ekonomiczna w Łodzi (AHE)
- Bałtycka Wyższa Szkoła Humanistyczna w Koszalinie
- SWPS Uniwersytet Humanistycznospołeczny (SWPS)

### Inne
Istnieją kierunki studiów poświęcone humanistyce ogółem, bez ograniczania się do jednej z jej dziedzin. Przykłady to Międzydziedzinowe Indywidualne Studia Humanistyczne (MISH), nazywane też inaczej i prowadzone na kilkunastu polskich uczelniach. Absolwentem takiego kierunku na Uniwersytecie Warszawskim jest przykładowo polski pisarz Jacek Dehnel. Powstały też czasopisma badawcze o różnych obszarach humanistyki, np. „Roczniki Humanistyczne”. Polska Akademia Nauk (PAN) zawiera Wydział I – Nauk Humanistycznych i Społecznych, obejmujący różne instytuty.